# Kanał Łuczański
Kanał Łuczański (do 2017 r.: Giżycki Kanał, według MPHP: Kanał Giżycki, niem. Lötzener Kanal) – kanał mazurski łączący jezioro Niegocin z jeziorem Kisajno (zatoka Tracz). Przechodzi przez niego droga z Rucianego-Nidy i Pisza do Węgorzewa (przez Mikołajki). Jest to trzeci pod względem długości kanał mazurski, ustępuje swoją długością tylko kanałowi Jeglińskiemu i kanałowi Szymońskiemu.
Zgodnie z Rozporządzeniem Rady Ministrów z 2002 r. ws. klasyfikacji śródlądowych dróg wodnych, kanał ma klasę żeglowną Ia. Na Mapie Podziału Hydrograficznego Polski kanał jest odcinkiem Pisy o identyfikatorze cieku 73751, nazwie Kanał Giżycki do jez. Niegocin i identyfikatorze MPHP10 26411. W planie gospodarowania wodami na obszarze dorzecza Wisły z 2011 został włączony do naturalnej jednolitej części wód PLRW200025264199 (Pisa od wypływu z jez. Kisajno do wypływu z jez. Tałty (EW. + z jez. Niegocin, Ryńskie)). Znajduje się na obszarze chronionego krajobrazu Krainy Wielkich Jezior Mazurskich.

## Historia i dane techniczne

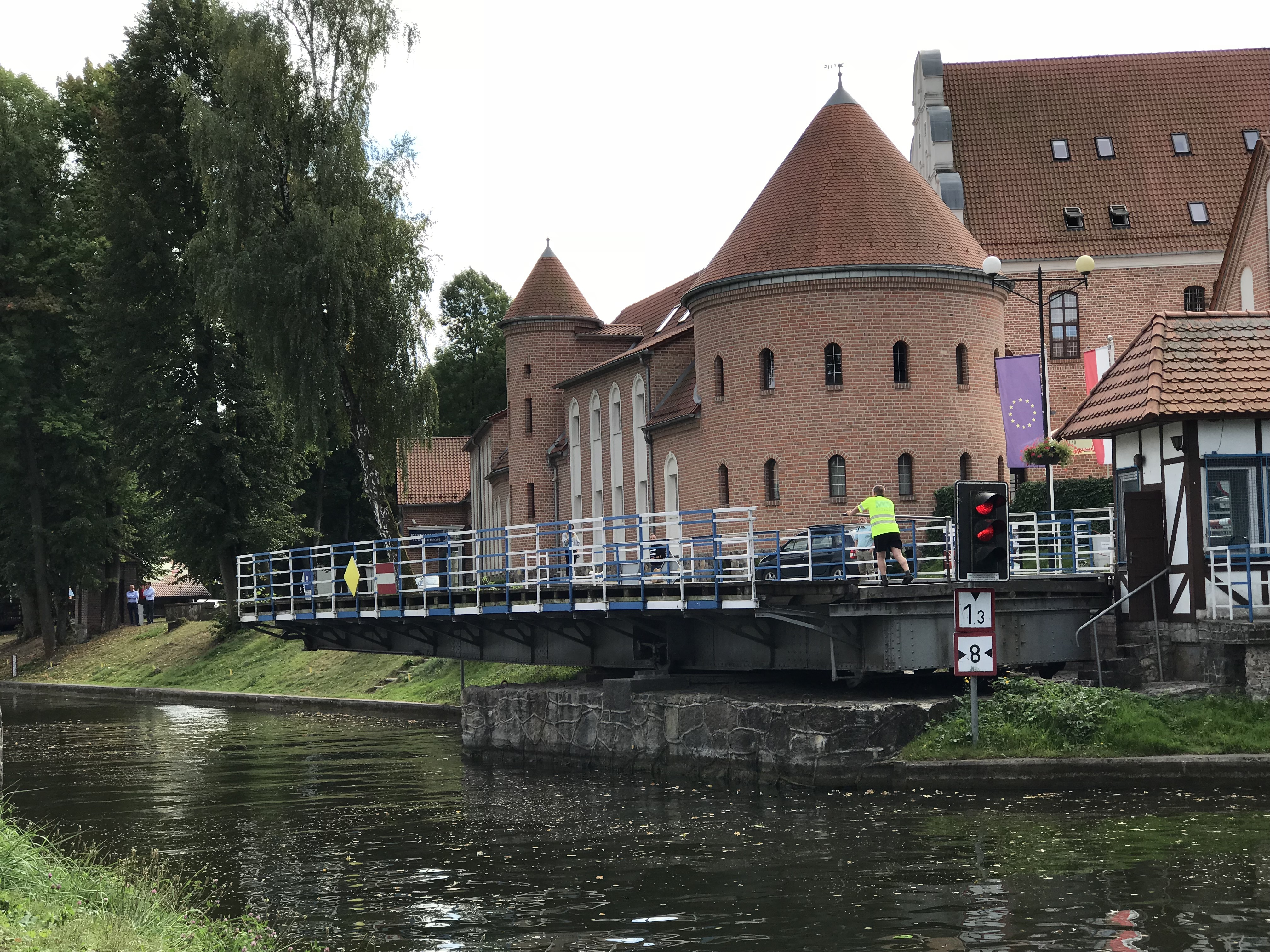
Widok na otwarty most obrotowy na Kanale Łuczańskim

Kanał został wykopany z inicjatywy władz pruskich w latach 1765–1772. Został odbudowany i pogłębiony w czasie robót publicznych realizowanych w latach 1854–1857.
Kanał ma 2130 metrów długości, średnio 12 metrów szerokości (9 metrów przy moście kolejowym) i średnio 1,9 metra głębokości. Jego brzegi zostały wybetonowane podczas jedynego od II wojny światowej remontu w latach 50. XX wieku. Na obu brzegach biegnie ścieżka do burłaczenia.

## Przebudowa kanału
W listopadzie 2018 roku Urząd Marszałkowski Województwa Warmińsko-Mazurskiego oraz Państwowe Gospodarstwo Wodne Wody Polskie rozpoczęły proces modernizacji dróg wodnych na Mazurach, w ramach którego kanał ma zostać przebudowany, pogłębiony i poszerzony do szerokości 15 metrów na całej swojej długości, a jego infrastruktura umocniona. Całkowity koszt inwestycji (remont kanału Łuczańskiego, Tałckiego, Grunwaldzkiego, Mioduńskiego i Szymońskiego) wynosi ok. 165 milionów złotych. Remont kanału Łuczańskiego rozpoczął się w styczniu 2023 roku, a zakończył w grudniu. Inwestycja kosztowała 69 mln zł.

## Okolice
Kanał przechodzi przez zachodnią część Giżycka. Nad kanałem przechodzi most kolejowy (trasa z Białegostoku do Głomna), drogowy most obrotowy, kładka dla pieszych oraz dwa dodatkowe mosty drogowe (szosa drogi krajowej nr 59 oraz szosa z Giżycka do Pierkunowa).

### Most obrotowy

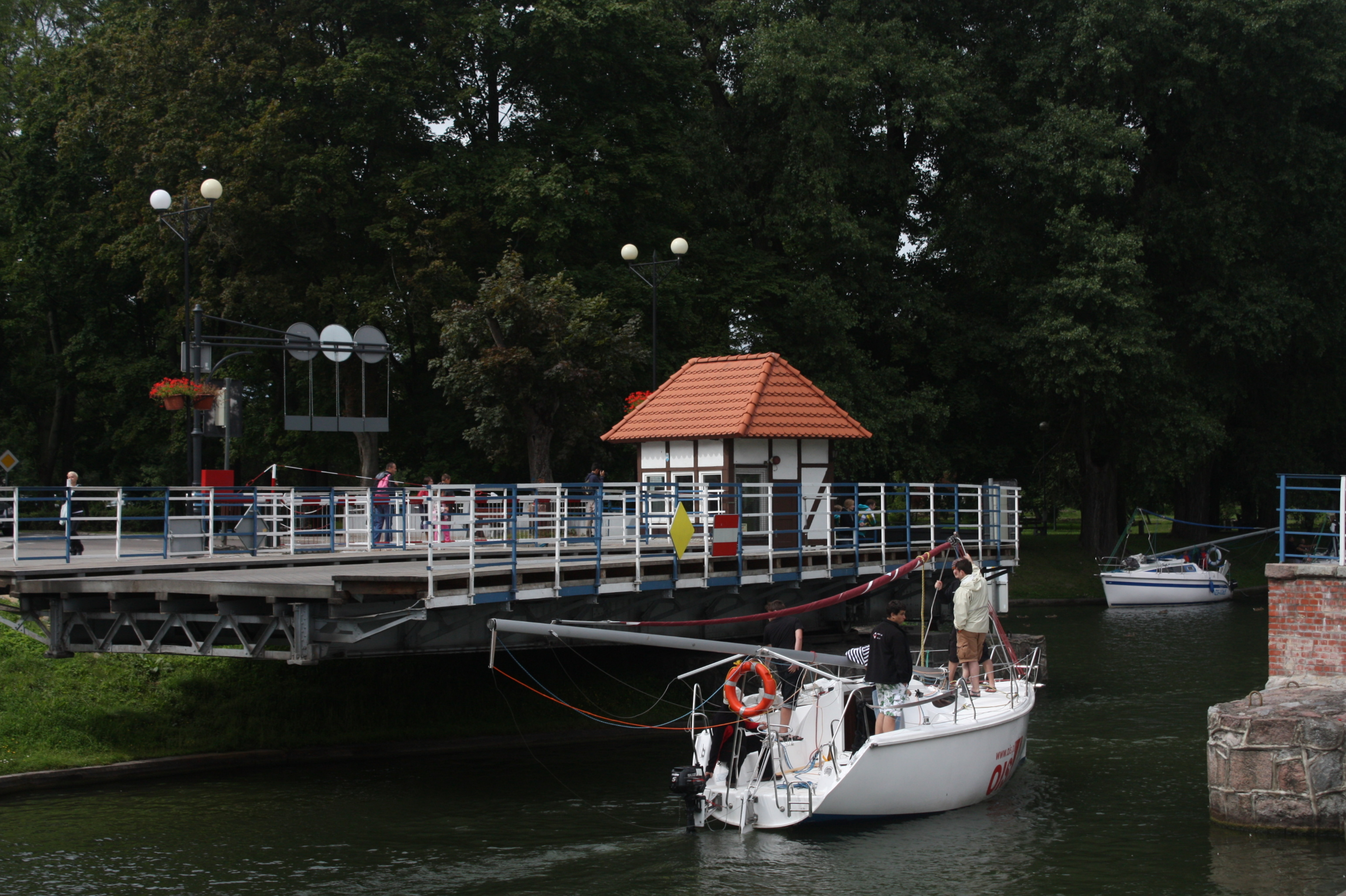
Jacht przepływający kanałem koło mostu obrotowego

Most obrotowy zbudowany został w latach 1889–1898 jako połączenie miasta z Twierdzą Boyen w miejsce mostu, który uległ zawaleniu w 1859 roku. Skonstruowany został w taki sposób, że przęsło mostowe (o długości 20 metrów, szerokości 8 metrów i masie ponad 100 ton) obraca się w bok, a nie do góry jak w mostach zwodzonych. Został wysadzony przez wycofujących się z Giżycka żołnierzy III Rzeszy i odbudowany po wojnie. W latach 1960–1970 most operowany był elektrycznie, jednak doprowadziło to do uszkodzenia jego konstrukcji oraz nabrzeża.
W latach 1985–1993 most został unieruchomiony w celu dokonania napraw, jednak od 1993 roku funkcjonuje zgodnie z oryginalnym zamysłem. Jest wyposażony w system dźwigni i przekładni, co pozwala na jego ręczne obracanie przez jednego operatora w około 5 minut. Most jest atrakcją turystyczną miasta i gromadzi wielu turystów. Kanał jest otwierany kilka razy na dobę, pozostając dostępny zarówno dla jednostek wodnych, jak i lądowych. Most pozostaje zamknięty dla ruchu wodnego pomiędzy 1 listopada i 31 marca kolejnego roku.

## Alternatywne połączenie
Alternatywnym połączeniem jezior Niegocin i Kisajno, z którego mogą skorzystać jednostki mniejsze niż statki pasażerskie Żeglugi Mazurskiej, jest tzw. Stary Kanał, który tworzą Kanał Niegociński na jezioro Tajty i dalej kanał Piękna Góra z jeziora Tajty na jezioro Kisajno. Kanał Niegociński był również wykorzystywany przez wszystkie większe jednostki, podczas remontów Kanału Łuczańskiego.